# Haploembia tarsalis
Haploembia tarsalis är en insektsart som först beskrevs av Ross 1940.  Haploembia tarsalis ingår i släktet Haploembia och familjen Oligotomidae. Inga underarter finns listade i Catalogue of Life.